# Espacio separable
En topología, un espacio topológico es un espacio separable si incluye un subconjunto denso numerable.
Un espacio de Hilbert es separable si y solamente si admite una base ortonormal numerable.

## Espacios de Hilbert separables
Sea {\displaystyle (H,\langle \cdot ,\cdot \rangle )} un espacio de Hilbert separable. Si {ek}k ∈ B es una base ortonormal numerable de H, entonces cada elemento x de H se puede escribir como
{\displaystyle x=\sum _{k\in B}\langle e_{k},x\rangle e_{k}}
Esta suma también se llama la expansión de Fourier de x.
Ejemplos de espacios de Hilbert son {\displaystyle \mathbb {K} ^{n}\,} con {\displaystyle \mathbb {K} =\mathbb {R} } o {\displaystyle \mathbb {K} =\mathbb {C} ,} el espacio de las sucesiones complejas cuadrado-sumables {\displaystyle \ell ^{2}(\mathbb {K} )} y el espacio de las funciones cuadrado-integrables en el sentido de Lebesgue {\displaystyle L^{2}(\mathbb {R} ^{n}).} Una gran variedad de espacios de Hilbert que se presentan en la práctica son separables y son en particular los espacios {\displaystyle \mathbb {K} ^{n}} y {\displaystyle \ell ^{2}(\mathbb {K} )} los prototipos principales de espacios de Hilbert, pues todo espacio de Hilbert separable de dimensión finita {\displaystyle n\,} es isomorfo a {\displaystyle \mathbb {K} ^{n}} mientras que todo espacio de Hilbert separable de dimensión infinita es isomorfo a {\displaystyle \ell ^{2}(\mathbb {K} )}.

## Ejemplos

### Espacios separables
- El conjunto de los números reales R con la topología usual es separable por ser el conjunto de los números racionales Q un subconjunto denso numerable. En general, el espacio euclídeo Rn es separable por ser Qn denso y numerable pues es el producto de conjuntos numerables.
- Igualmente el conjunto de los números complejos C es separable siendo en general, el espacio euclídeo Cn también separable.

- Todo espacio topológico numerable es separable.
- El conjunto de las funciones continuas en el intervalo [0,1] también es separable.
- La propiedad de ser separable no es hereditaria en general, es decir, existen espacios topológicos separables con subespacios no separables. Si un espacio métrico es separable, por otro lado, entonces todos sus subespacios también lo son.

### Espacios de Hilbert no-separables
- El conjunto de todas las funciones reales {\displaystyle f:\mathbb {R} \longrightarrow \mathbb {R} }, que sólo son diferentes de cero en un conjunto finito o contable de puntos Sf tales que:

{\displaystyle \sum _{x\in S_{f}}|f(x)|^{2}<\infty }

Constituye un espacio de Hilbert no separable, dotado del producto escalar entre dos funciones f y g:

{\displaystyle \langle f,g\rangle =\sum _{S_{f}\cap S_{g}}{\overline {f(x)}}g(x)}

Necesariamente estas funciones de este espacio de Hilbert no son continuas, ya que los espacios normados de funciones reales continuas definidas en {\displaystyle \mathbb {R} ^{n}}son siempre separables.
- Datos: Q680081